# Zisterzienserinnenabtei Bayonne
Die Zisterzienserinnenabtei Bayonne (auch: Saint-Bernard de Lasteron) war von 1166 bis 1790 ein Kloster der Zisterzienserinnen zuerst in Mouguerre, später in Bayonne, im Département Pyrénées-Atlantiques in Frankreich.

## Geschichte
Das Benediktinerkloster Cagnotte (im Département Landes) gründete 1166 südöstlich von Bayonne in Mouguerre ein Priorat, das 1245 von Zisterzienserinnen besiedelt und 1268 zur Abtei erhoben wurde. Der Name des Klosters schwankt zwischen Saint-Etienne de Rive-Adour, Saint-Bernard (apud Baionam), Saint-Bernard de Lasteyron, Lasteron, Esteyron oder Steyron (Name der Gemarkung), Betbezé (Bello Visu) oder auch Notre-Dame. Die Nonnen wechselten später in die Stadt Bayonne, wo es 1790 durch die Französische Revolution zur Auflösung der Abtei kam. Die letzte Äbtissin war Suzanne de Membrède (1763–1790). Heute erinnern in Bayonne die Straßennamen Chemin de Saint-Bernard und Chemin des Cisterciennes an das einstige Kloster. Die 2008 unternommene archäologische Spurensuche entdeckte gotische Gebäudereste. In Mouguerre hingegen scheinen keine Spuren vorhanden.